# ヒョンデ・スターリア
スターリア（Staria、스타리아、スタリアとも）は、現代自動車（ヒョンデ）が製造・販売する大型ミニバンならびに商用車。

## 概要
2021年3月11日にティザーサイトが公開され、追って18日に内外装が公開された。
翌4月に韓国で発表・発売を開始し、同年7月にはタイとオセアニアでも発表・販売を開始した。追って欧州市場にも投入予定である。

## 初代（2021年-）US4型
近年のヒョンデの次世代モビリティへのデザインテーマである「インサイドアウト」を色濃く反映し、宇宙船を連想させる流麗な曲線を多用したエクステリアと広い室内空間の組み合わせにより、韓屋を彷彿とさせる開放感のあるデザインとした。
プラットフォームはKA4型キア・カーニバルやヒョンデ・グレンジャー/キア・K8と同じ「Type N3プラットフォーム」を採用したことで、駆動方式が前身車種に当たるスタレックスのFRからFFならびにFFベースの4WDである「HTRAC（エイチ・トラック）」に大幅に転換されると同時に、低床化にも大きく貢献している。
バリエーションはワゴン版については9/11人乗りの「スターリア ツアラー」（スターリア）と上級仕様である7/9人乗りの「スターリア ラウンジ」（海外名：スターリア プレミアム）の2種が用意され、前者には幼稚園バス仕様である「スターリア キンダー（”Kindergarten”に由来）」、後者にはタクシー専用車種である「スターリア ラウンジ モビリティ」が設定される。また、商用車仕様として、3/5人乗りの「スターリア カーゴ」（オセアニア名：スターリア LOAD）も追って設定される予定である。
「スターリア ラウンジ モビリティ」は開発初期からカカオ系列である「カカオモビリティ」との協業で製作されており、より乗降性と快適性、そしてテレマティックスに重きを置かれたモデルとなっている。
オセアニア向け「スターリア」にはV63.5Lガソリンが用意されるが、韓国では2.2L直列4気筒ディーゼルとV63.5L・LPGの2種が用意され（前者は他国向けにも用意される）、いずれにも8速ATが組み合わされるが、カーゴのディーゼルに限っては6速MTの設定もある。
- 2021年4月13日
  - 韓国にて正式発表・販売開始。
- 2021年7月
  - タイとオセアニアで販売を開始。
- 2021年8月9日
  - 韓国においてタクシー仕様である「スターリア ラウンジ モビリティ」を追加。
- 2021年10月7日
  - 韓国にて幼稚園バス仕様である「スターリア キンダー」を発表。使用環境や幼児の体型に応じて11人乗りと15人乗りを設定する。エンジンは3.5L・LPGのみの設定。
- 2022年4月17日
  - 韓国にて「ラウンジ リムジン」と「ラウンジ キャンパー」を発表。前者は「ラウンジ」をベースにハイルーフ化させ、全高を2,200mmまで引き上げている。後者は「ラウンジ」をベースに開閉式ポップアップルーフを備えたキャンパー仕様としている（格納時の全高2,095mm）。
- 2022年10月7日
  - ヒョンデのマレーシア法人が10人乗り仕様を発売[5]。

## 車名の由来
英語で「星」を意味する「STAR」と、「波」を意味する「RIA」の造語。